# Fontaine-le-Pin
Fontaine-le-Pin település Franciaországban, Calvados megyében. Lakosainak száma 340 fő (2022. január 1.). Fontaine-le-Pin Bons-Tassilly, Moulines, Potigny, Saint-Germain-le-Vasson, Soumont-Saint-Quentin, Ussy és Cesny-les-Sources községekkel határos.

## Népesség
A település népessége az elmúlt években az alábbi módon változott:
| Lakosok száma | 258  | 289  | 279  | 318  | 359  | 360  | 357  | 355  | 355  | 340  |
|               | 1968 | 1982 | 1990 | 2006 | 2013 | 2015 | 2017 | 2019 | 2020 | 2022 |